# Wladimir Iwanowitsch Karassjow

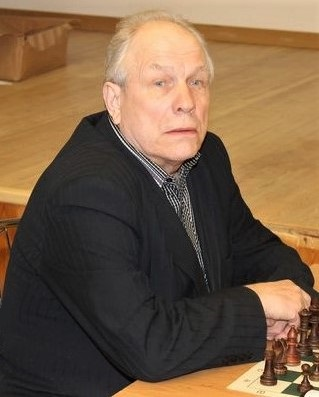
Wladimir Karassjow, 2015

Wladimir Iwanowitsch Karassjow (russisch Владимир Иванович Карасёв; beim Weltschachbund FIDE Vladimir Karasev; * 17. Juni 1938 in Leningrad (heute St. Petersburg); † 9. Juli 2021 ebenda) war ein russischer Schachspieler.

## Leben
Karassjow feierte seine ersten Erfolge, als er den Militärdienst bei der GSSD leistete. Im Jahr 1960 teilte er den zweiten Platz hinter Eduard Gufeld bei der Meisterschaft der sowjetischen Streitkräfte in Riga. Bei der Leningrader Stadtmeisterschaft 1965 wurde er mit Wadim Faibissowitsch geteilter Erster und erhielt dafür den Titel Meister des Sports der UdSSR. Im Jahr 1974 gewann Karassjow mit 10,5 Punkten aus 15 die Leningrader Stadtmeisterschaft. Er spielte drei Mal im Finale der Einzelmeisterschaft der UdSSR: 1967, 1970 und 1971. Sein bestes Ergebnis war ein geteilter 15. Platz 1971 in Leningrad mit Siegen über Dawid Bronstein, Igor Platonow, Leonid Schamkowitsch und Roman Dzindzichashvili. Im August 1974 errang Karassjow den Sieg beim XII. Rubinstein-Memoriał in Polanica-Zdrój und erfüllte damit eine GM-Norm. 1976 wurde er mit dem Titel Internationaler Meister ausgezeichnet, die fehlende Norm hatte er sich bei einem Turnier in Albena im selben Jahr erspielt.
Karassjow, der im Rang eines Praporschtschiks bei der Militärakademie der Fernmeldetruppe beschäftigt war, wurde 2001, 2002 und 2004 russischer Einzelmeister der Senioren. Er nahm an mehreren Weltmeisterschaften der Senioren teil. Im italienischen Lignano 2005 wurde er Fünfter, punktgleich mit seinem drittplatzierten Landsmann Jewgeni Wassjukow. Mit der Mannschaft aus Sankt Petersburg (Faibissowitsch, Karassjow, Nikolai Mischutschkow, Wiktor Turikow und Juri Jakowlew) gewann er die Mannschaftsweltmeisterschaft der Senioren (über 65 Jahre) 2014 in Vilnius. Im folgenden Jahr wurde er mit Sankt Petersburg Erster bei der europäischen Mannschaftsmeisterschaft der Senioren in Wien.
Mit seiner besten Elo-Zahl 2515 lag er im Januar 1977 auf Platz 74 der Weltrangliste.